# Douglas Ross (homme politique canadien)
Pour les articles homonymes, voir Douglas Ross.
Douglas Gooderham Ross (15 décembre 1883-24 août 1961) est un homme d'affaires et politique canadien de l'Ontario. Il est député fédéral conservateur et ensuite progressiste-conservateur de la circonscription ontarienne de St. Paul's de 1935 à 1949.

## Biographie
Au courant de sa carrière politique, les bêtes noires de Ross sont le premier ministre William Lyon Mackenzie King, la Canadian Broadcasting Corporation (CBC) et la bureaucratie fédérale.
Il accuse King d'encourager Hitler en raison de son refus d'accepter la demande britannique de faire l'entrainement de 25 000 aviateurs par an. Par la suite, il désapprouve le gouvernement qui préfère commercer avec les États-Unis (instable) plutôt qu'avec le Royaume-Uni (stable). Plus tard, il accuse King d'être responsable de la guerre en raison d'une politique ambigüe avec le Commonwealth britannique.
Professionnellement, Ross est vice-président de la Dominion of Canada General Insurance Company.